# Eremogone capillaris
Eremogone capillaris là loài thực vật có hoa thuộc họ Cẩm chướng. Loài này được (Poir.) Fenzl mô tả khoa học đầu tiên năm 1833.